# DAF 750
La DAF 750 fu prodotta dalla Casa automobilistica olandese DAF a partire dal settembre 1961, in sostituzione della DAF 600. Era dotata di un motore boxer bicilindrico da 746 cm³, e riproponeva il cambio automatico "Variomatic"; rimase in produzione sino al 1963.